# Секс индустрия
Секс индустрията (наричана още секс търговия) се състои от бизнеси и фирми, които пряко или непряко предоставят продукти и услуги, свързани със секс или забавления за възрастни. Индустрията включва дейности, включващи пряко предоставяне на услуги, свързани със секс – като проституция, стриптийз клубове, клубове за домакини и забавления, и други; забавления и развлечения свързани със секс – като порнография, секс ориентирани мъжки списания, секс филми, секс играчки и фетиш и BDSM принадлежности, сексуалните канали за телевизионни и предплатени секс филми за по поръчка са част от секс индустрията, както и киносалоните за възрастни, секс-магазини и стриптийз клубове.

## Проституция
Проституцията е основен компонент на секс индустрията и може да се осъществи в публичен дом, в хотелска стая на клиент, в паркирана кола или на улицата. Често това е организирано от сутеньор/сводник или ескорт агенция. Проституцията включва проститутка или сексуален работник, предоставящи сексуални услуги на клиент. В някои случаи проститутката има свободата да определи дали тя ще се занимава със специфичен вид сексуална активност, но на някои места по света има насилствена проституция и сексуално робство.
Законосъобразността на проституцията и свързаните с нея дейности (привличане, договаряне, доставяне) варира според юрисдикцията. И все пак, дори когато това е незаконно, процъфтяващата подземен бизнес обикновено съществува поради високото търсене и процъфтяващите приходи, които могат да бъдат направени от сводниците, собственици на публични домове, ескорт агенции и трафиканти. 

## Други участници
Сексуалната индустрия наема милиони хора по света,  предимно жени. Те варират от секс работника, наричан още доставчик на услуги за възрастни (ASP) или доставчик на секс за възрастни, който предоставя сексуални услуги, както и на множество помощни професии и служители. Секс работниците могат да бъдат проститутки, момичета на повикване, порнографски филмови актьори, порнографски модели, секс шоу изпълнители, еротични танцьорки, стриптийз танцьорки, секс оператори на телефонни оператори, киберсекс изпълнители или аматьорски порно звезди за онлайн секс сесии и видеоклипове.
Освен това, както всяка друга индустрия, има хора, които работят в или услуга на секс индустрията като мениджъри, филмови екипи, фотографи, разработчиците на уебсайтове и уеб администратори, търговски персонал, издатели на книги и списания, автори и редактори, и т.н. Някои създават бизнес модели, преговарят за търговските условия, издават печатни издания, съставяне на договори с други собственици, купуват и продават съдържание, предлагат техническа поддръжка, управлявани сървър за таксуване на услуги, организират изложби и различни събития, правят маркетинг и продажби на произведения, предоставят данъчни и правни услуги.

### Порнография
Порнографията е явното изобразяване на явни сексуални обекти с цел сексуална възбуда и еротично удовлетворение. Порнографски модел позира за порнографски снимки. Актьор в порнографски филм или порнозвезда се снима в порнографски филми. В случаите, когато се използват само ограничени драматични умения, изпълнителят на роля в порнографски филми може да бъде наречен порнографски модел. Порнографията може да бъде предоставена на потребителя в различни медии - книги, списания, пощенски картички, фотографии, скулптури, рисунки, картини, анимации, звукозаписи, филми, видеоклипове или игри. 
Първите домашни компютри с възможност за работа в мрежа доведоха до появата на онлайн услуги за възрастни в края на 80-те и началото на 90-те години. Широкото разпространение на World Wide Web бързо се превърна в дотком бум, задвижван отчасти от невероятното глобално нарастване на търсенето и потреблението на порнография и еротика. Около 2009 г приходите на порноиндустрията в САЩ, възлизащи на 10-15 милиарда долара годишно, са по-големи от общите приходи на професионалния спорт и музиката на живо и приблизително се равняват или надхвърлят приходите на Холивуд от боксофиса.

## Опозиция
Сексуалната индустрия е много спорна и много хора, организации и правителства имат силни морални възражения срещу нея и в резултат на това порнография, проституция, стриптийза и други подобни професии са незаконни в много страни.
Терминът „антипорнография“ се използва, за да се опишат онези, които твърдят, че порнографията има различни вредни ефекти върху обществото като насърчаване на трафика на хора, десенсибилизация, педофилия, дехуманизация, експлоатация, сексуална дисфункция и неспособност да поддържат здрави сексуални връзки.

### Феминизъм
Феминизмът е разделен на въпроса за секс индустрията. В есето си „Какво не е наред с проституцията“, Карол Патеман посочва, че буквално е обективизирането на жената. Те правят телата си обект, който хората могат да купят за цена. И секс индустрията подсилва идеята за мъжка собственост над жените.

### Други възражения
Сексуалната индустрия често е критикувана, защото се свързва с престъпни дейности като трафик на хора, незаконна имиграция, злоупотреба с наркотици и експлоатация на деца (детска порнография, детска проституция). Сексуалната индустрия също така предизвиква загриженост относно разпространението на болести предавани по полов път.

## Използване на деца
Докато законността на сексуалните развлечения за възрастни варира в различните страни, използването на деца в секс индустрията е незаконно почти навсякъде по света.
Сексуална експлоатация на деца с търговска цел (СЕРД) е сексуална злоупотреба от страна на възрастен и заплащане в пари или в натура на дете или трето лице или лица. Детето се третира като сексуален обект и като търговски обект".